# Berroeta
Berroeta és un dels 15 llocs que conformen la Vall de Baztan, situat a 35 quilòmetres de Pamplona, a Navarra. Als seus voltants hi ha jaciments de l'Eneolític i de l'edat de ferro.

## Demografia
| 2000 | 2001 | 2002 | 2003 | 2004 | 2005 | 2006 | 2007 | 2008 | 2009 | 2010 | 2020 |
| ---- | ---- | ---- | ---- | ---- | ---- | ---- | ---- | ---- | ---- | ---- | ---- |
| 110  | 115  | 124  | 117  | 118  | 121  | 116  | 123  | 116  | 120  | 123  | 129  |

## Personatges il·lustres
- Martín Luís Echeverría Iturralde, alcalde de Baztan i militar carlí.